# Dolmen von Lundby
Der Dolmen von Lundby ist ein freistehender West-Ost orientierter allseits geschlossener Urdolmen in einem Feld östlich von  Lundby, bei Næstved im Süden der Insel Seeland in Dänemark. Er entstand zwischen 3500 und 2800 v. Chr. und ist eine Megalithanlage der Trichterbecherkultur (TBK). 
Die innen etwa 1,8 m lange und 0,8 m breite Kammer besteht aus drei Tragsteinen, einem Schwellenstein und dem Deckstein. Der östliche Endstein füllt den Zwischenraum nicht vollständig, aber ein kleinerer Stein ist seitlich eingekeilt. Vom Hügel ist nur ein kleiner Rest erhalten.
In der Nähe liegt das Ganggrab von Lundby.